# Buchs (Argovia)
Buchs es una comuna suiza del cantón de Argovia, situada en el distrito de Aarau. Limita al oeste y norte con la comuna de Aarau, al este con Rupperswil, y al sur con Suhr.